# Synagoga v Řezně
Historie
Středověká synagoga v Řezně (německy Regensburg) byla obdélníková synagogální stavba románského slohu v jihobavorském městě Řezno, která existovala prokazatelně již od 11. století. Nacházela se při dnešním jihozápadním okraji náměstí Neupfarrplatz. V roce 2005 vytvořil její památník ve formě plastického půdorysu z bílého mramoru izraelský umělec Dani Karavan.
Vykopávky na náměstí Neupfarrplatz po roce 1995 způsobily objev dvou synagog. Budova z konce 11. století je spolu se synagogami v Kolíně nad Rýnem, Wormsu a Špýru jedním z nejstarších svědectví židovské náboženské praxe v Německu.
Popis
Uprostřed jednoduché halové budovy stála bima jako omítnutý kamenný podstavec s podlahovou plochou cca 11 metrů čtverečních a synagoga obsahovala dva portály.
V první polovině 13. století došlo k  přestavbě. Tři pilíře ve střední ose podpírali dvoulodní místnost. Dále byla předsíň na severní dlouhé straně synagogy. Odtud se dalo vstoupit do vnitřního prostoru synagogy sloupovým portálem. Při vykopávkách byl objeven fragment kamenné bimy, která je dnes v péči muzeí města Regensburg.